# Pomul cunoașterii binelui și răului

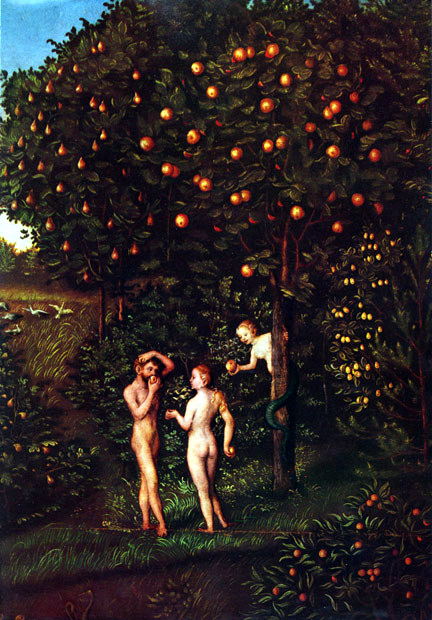
„Căderea omului” de Lucas Cranach cel Bătrân. Pomul cunoașterii este în dreapta.

Pomul cunoașterii binelui și răului (עֵץ הַדַּעַת טוֹב וָרָע‎עֵץ הַדַּעַת טוֹב וָרָעעֵץ הַדַּעַת טוֹב וָרָע‎; pronunție în ebraică [ʕesˤ hadaʕaθ tˤɔv waraʕ]) este unul dintre cei doi pomi specifici din Grădina Edenului, fiind menționat în Geneza 2-3, alături de pomul vieții.

## În Geneza

### Povestea
Geneza 2 povestește că Dumnezeu i-a așezat pe primul bărbat și pe prima femeie în grădina Edenului. Dumnezeu le-a dat voie să mănânce fructe din toți pomii, dar le-a interzis să mănânce fructele din „pomul cunoștinței binelui și răului”. Atunci când, în Geneza 3, un șarpe a amăgit-o pe femeie să mănânce din fructul oprit și ea i-a dat să guste bărbatului ei, Dumnezeu i-a alungat pe amândoi din grădina Edenului și i-a făcut să devină muritori.

### Semnificația expresieibine și rău
Expresia ebraică טוֹב וָרָע (tov wa-raʿ) este tradusă literal ca bine și rău. Ea poate fi un exemplu al figurii de stil cunoscută sub numele de merism, care constă în împerecherea unor termeni opuși cu scopul de a crea un sens general; astfel expresia „bine și rău” înseamnă pur și simplu „totul”. În mod similar, expresia egipteană rău-bun este folosită cu sensul de „totul”. În literatura greacă, Homer folosește, de asemenea, această tehnică atunci când îl pune pe Telemah să afirme: „eu știu totul, atât binele, cât și răul” (Od.20:309-10).
Pomul cunoașterii binelui și răului trebuie înțeles ca un copac ale cărui fructe transmit cunoașterea tuturor lucrurilor, fără ca această expresie să indice neapărat un concept moral. Acest punct de vedere este susținut de mai mulți cercetători.
Cu toate acestea, având în vedere contextul neascultării față de Dumnezeu, alte interpretări ale implicațiilor acestei fraze necesită, de asemenea, a fi luate în considerare. Robert Alter subliniază ideea că atunci când Dumnezeu a interzis omului să mănânce din acest pom, el i-a spus că dacă va mânca va „muri negreșit”. Cuvintele ebraice din această expresie reprezintă o formă folosită în mod obișnuit în Biblia ebraică pentru emiterea sentințelor de condamnare la moarte.

## Opinii religioase

### În iudaism
În tradiția iudaică Pomul Cunoașterii și consumul fructelor sale reprezintă începutul amestecării binelui și răului. Anterior, cele două erau separate și rău avea doar o existență potențială nebuloasă. Deși libera alegere a existat înainte de mâncarea fructului oprit, răul exista ca o entitate separată de psihicul uman și nu era în natura umană dorința de a-l săvârși. Mâncarea fructului oprit a schimbat acest lucru și astfel a apărut yeitzer hara, înclinația către rău. În însemnările rabinului Rashi cu privire la Geneza 3:3, primul păcat a apărut pentru că Eva a adăugat o clauză suplimentară la porunca divină: Nici să nu vă atingeți de el.  Spunând aceasta, Eva a completat porunca lui YAHWE și, astfel, i-a fost distrasă atenția de la ea, pentru că este scris: Nu adăuga nimic la cuvintele Lui (Proverbe 30:6). Cu toate acestea, în Legendele evreilor, se spune că Adam a fost cel care i-a interzis Evei să atingă pomul, chiar dacă Dumnezeu a interzis doar consumul fructelor.
„Atunci când Adam a mâncat din Pomul Cunoașterii, toate animalele au mâncat și ele.”
În Cabala, păcatul consumului de fructe din Pomul Cunoașterii (numit Cheit Eitz HaDa'at) a determinat misiunea măreață a beirurimului, pătrunzând prin amestecul de bine și rău în lume pentru a extrage și a elibera scânteile de sfințenie captive. Din moment ce răul nu are o existență independentă, el apare și este hrănit din „resturile” forței vitale divine produse de sfințenie. Odată ce răul este separat de sfințenie prin beirurim, sursa lui de viață este tăiată, făcând răul să dispară. Acest lucru este realizat prin respectarea celor 613 porunci din Tora, care se referă în primul rând la obiectele fizice în care binele și răul sunt amestecate împreună. Astfel, misiunea beirurimului anulează păcatul produs de consumul de fructe din acel pom și atrage Shechinah (prezența divină) înapoi pe pământ, de unde fusese îndepărtată prin săvârșirea păcatului consumului din acel pom.

### În creștinism

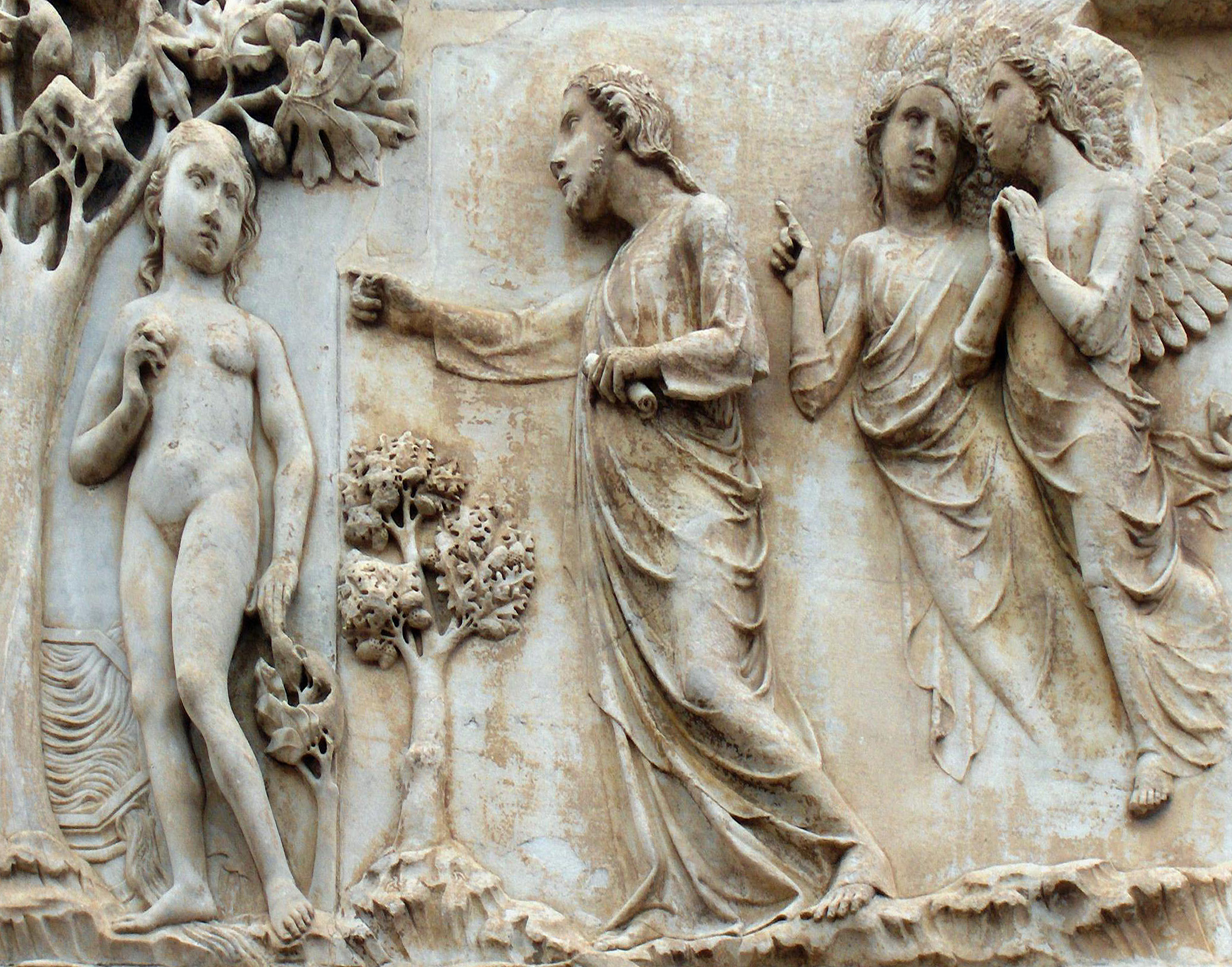
Un basorelief de marmură realizat de Lorenzo Maitani în Catedrala din Orvieto o arată pe Eva lângă copac

În teologia creștină, consumarea unui fruct din pomul cunoașterii binelui și răului a fost păcatul comis de Adam și Eva care a dus la căderea omului în Geneza 2-3.
Teologul catolic Augustin de Hipona a afirmat că pomul ar trebui să fie înțeles atât simbolic, cât și ca un copac real - în mod similar Ierusalimul este considerat atât un oraș adevărat, cât și un oraș mesianic simbolic (Ierusalimul Ceresc). Augustin a subliniat că fructele acelui copac nu erau rele prin ele însele, pentru că tot ce a creat Dumnezeu era bun (Geneza 1:12). Neascultarea lui Adam și a Evei, cărora Dumnezeu le-a spus să nu mănânce din fructele acestui pom (Geneza 2:17), a fost cea care a provocat dezordine în cadrul creației, iar astfel omenirea a moștenit păcatul și stare de vină de pe urma păcatului comis de Adam și Eva.
În arta creștină occidentală, fructul acestui copac este reprezentat frecvent ca un măr, care își are originea în Asia Centrală. Această reprezentare s-ar putea datora unui joc de cuvinte în limba latină: mâncând mālum (mărul), Eva a dobândit malum (răul). Este posibil, de asemenea, ca această reprezentare artistică să se datoreze opiniilor artistice ale pictorilor de subiecte religioase.

### În islamism
Coranul nu se referă niciodată la acest copac ca „Pomul cunoașterii binelui și răului”, ci îl menționează de obicei ca „pomul” sau (în cuvintele lui Iblis) ca „pomul nemuririi”. Musulmanii cred că Allah le-a spus lui Adam și Eva, atunci când i-a creat, că pot să mănânce din roadele tuturor copacilor din Grădină, cu excepția roadelor acestui pom, dar diavolul a apărut și le-a spus că singurul motiv pentru care Allah le-a interzis să mănânce din acel pom este că vor deveni îngeri sau că vor deveni nemuritori.
Atunci când au mâncat un fruct din acest pom Adam și Eva și-au dat seama că sunt goi și au început să coase frunze din Grădină, pentru a se acoperi. Coranul menționează păcatul ca fiind o „alunecare”, iar după această „alunecare” Adam și Eva au fost trimiși în locul care li s-a destinat, adică pe Pământ. În consecință, ei s-au pocăit, i-au cerut iertare lui Allah și au fost iertați. S-a decis că cei care i se supun lui Allah și-i urmează calea vor primi ca răsplată viața veșnică în Jannah (paradis), iar cei care nu i se supun lui Allah și se abat de la calea lui vor fi trimiși ca pedeapsă în Jahannam.
Allah afirmă în Coran (Al-A'raf 27) următoarele: „O, fii ai lui Adam! Să nu vă ispitească Diavolul ca în ziua când i-a izgonit pe strămoșii noștri din Grădină, smulgându-le veșmintele ca ei să-și vadă goliciunea. El și cohorta lui vă văd, pe când voi nu-i vedeți. Noi i-am făcut pe diavoli oblăduitorii celor care nu cred.”

### În alte culturi
Un sigiliu cilindric, cunoscut sub numele de sigiliul cilindric Adam și Eva, din perioada post-akkadiană a Mesopotamiei (c. secolele al XXIII-lea-al XX-lea î.Hr.), a fost asociat cu povestea biblică despre Adam și Eva. Asiriologul George Smith (1840-1876) descrie sigiliul ca având două persoane așezate față în față (bărbat și femeie), de o parte și de alta a unui pom, care întind mâinile către fructe, în timp ce între spatele lor este un șarpe, dovedind astfel că povestea căderii omului în păcat a fost cunoscută în epoca timpurie a Imperiului Babilonian. Experții de la British Museum contestă această interpretare și susțin că reprezentarea venerării unei zeități masculine de către o femeie este o imagine comună din acea perioadă, fără nicio legătură cu relatarea din Cartea Genezei.
Poemul tamil „Tala Vilasam” narează o legendă a pomului asemănătoare cu relatarea biblică. Potrivit acestei legende, creatorul Brahma a permis în cele din urmă accesul oamenilor la arbore - care, în acest caz, este palmierul Borassus flabellifer.

### Ipoteza etnomicologică
Etnocmicologul, etnobotanistul și filozoful american Terence McKenna a susținut că Fructul Oprit era enteogen și l-a identificat cu ciuperca Psilocybe cubensis, în conformitate cu modelul „Maimuțele drogate” al evoluției umane.